# Klaas Hendriks
Klaas Jan Hendriks (Assen, ca 1943 - †ca 2005), was een schaatser die Nederlands Kampioen op de kortebaan werd. 
Hendriks begon met schaatsen onder leiding van de Groninger Anno de Haan. Als lid van ijsclub Peeloo werd hij in Hijken op 20 januari 1966 Drents Kampioen op de kortebaan. De stratenmaker werd in dat jaar Nederlands Kampioen op de ijsbaan van de 100-jarige ijsvereniging Fivelgo in Appingedam. Hij doorbrak daarmee een jarenlange Friese hegemonie. De tweede prijs was voor Klaas Renes uit Nieuwpoort, derde werd Geert Regts. In 1968 werd Hendriks derde op het NK Kortebaan op Thialf, achter kampioen Piet de Boer en nummer twee Jan Augustinus.
Klaas Hendriks was gehuwd met Truida de Jong en werd 62 jaar.
| Jaar | Plaats | Kampioenschap |
| ---- | ------ | ------------- |
| 1966 | Goud   | DK Kortebaan  |
| 1966 | Goud   | NK Kortebaan  |
| 1968 | 3e     | NK Kortebaan  |